# Disney Fantasy
O Disney Fantasy é um navio de passageiros operado pela Disney Cruise Line e construído pelos estaleiros da Meyer Werft em Papenburg, Alemanha. É a quarta embarcação de cruzeiro da The Walt Disney Company depois do Disney Magic, Disney Wonder e Disney Dream. Sua construção começou em fevereiro de 2011, sendo lançado ao mar em janeiro do ano seguinte e realizando sua viagem inaugural em março de 2012.

## História

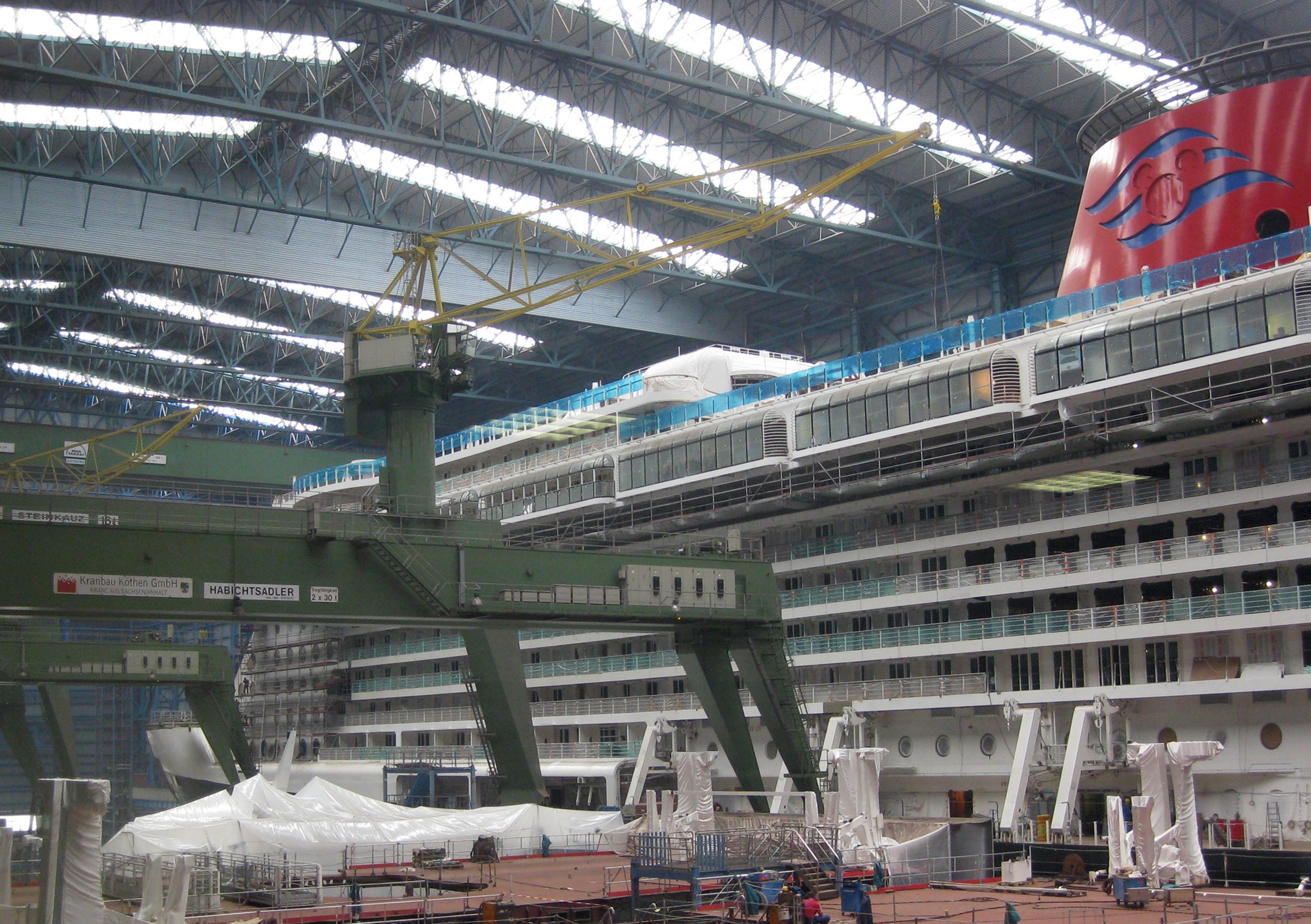
Disney Fantasy no estaleiro Meyer Werft em agosto de 2011.

Em fevereiro de 2007, a Disney Cruise Line anunciou que havia encomendado dois novos navios para sua frota com os estaleiros navais de Meyer Werft em Papenburg, na Alemanha. O primeiro corte de aço do navio ocorreu em março de 2009. Mais tarde naquele mês, os dois navios foram nomeados, com o Disney Fantasy pronto para entrar em serviço em 31 de março de 2012, pouco mais de um ano depois de seu navio irmão, o Disney Dream.
A quilha do navio foi colocada em 11 de fevereiro de 2011. O presidente da Disney Cruise Line, Karl Holz, junto com a Minnie Mouse, colocou oficialmente uma moeda mágica sob o casco do navio. A moeda é idêntica àquela que foi colocada abaixo do Disney Dream, no entanto, apresentava o número do casco S.688 e a data da colocação da quilha.
Em 13 de setembro de 2011, na página oficial da Disney Cruise Line no Facebook, foi anunciado que o personagem da popa do Disney Fantasy seria o Dumbo, o Elefante Voador.
Em 9 de dezembro de 2011, a Meyer Werft encontrou várias linhas de água abertas no navio de cruzeiro. 48 cabines foram danificadas a um custo de aproximadamente 1 milhão de euros.
O Disney Fantasy foi lançado ao mar em 10 de janeiro de 2012, sendo entregue à Disney Cruise Line em 9 de fevereiro de 2012 na cidade de Bremerhaven, Alemanha.
O Disney Fantasy chegou aos Estados Unidos pela primeira vez em 28 de fevereiro de 2012, atracando em Nova Iorque, onde muitos moradores se reuniram para ver o novo navio. A embarcação foi batizada em 1 de março de 2012, na cidade de Nova Iorque. A madrinha do navio é Mariah Carey. O batismo foi realizado no navio com apresentações no Walt Disney Theater. Neil Patrick Harris foi o anfitrião da cerimônia de batismo. O comediante Jerry Seinfeld se apresentou durante o show.
Na primavera de 2017, o Disney Fantasy voltou ao dique seco a fim de passar por uma reforma. Durante a reforma, novos locais de jantar, compras e diversão foram adicionados. A lista inclui a loja Tiffany & Co., a sorveteria Sweet on You, a estação Stars Wars no Oceaneer Club e outros.

## Características

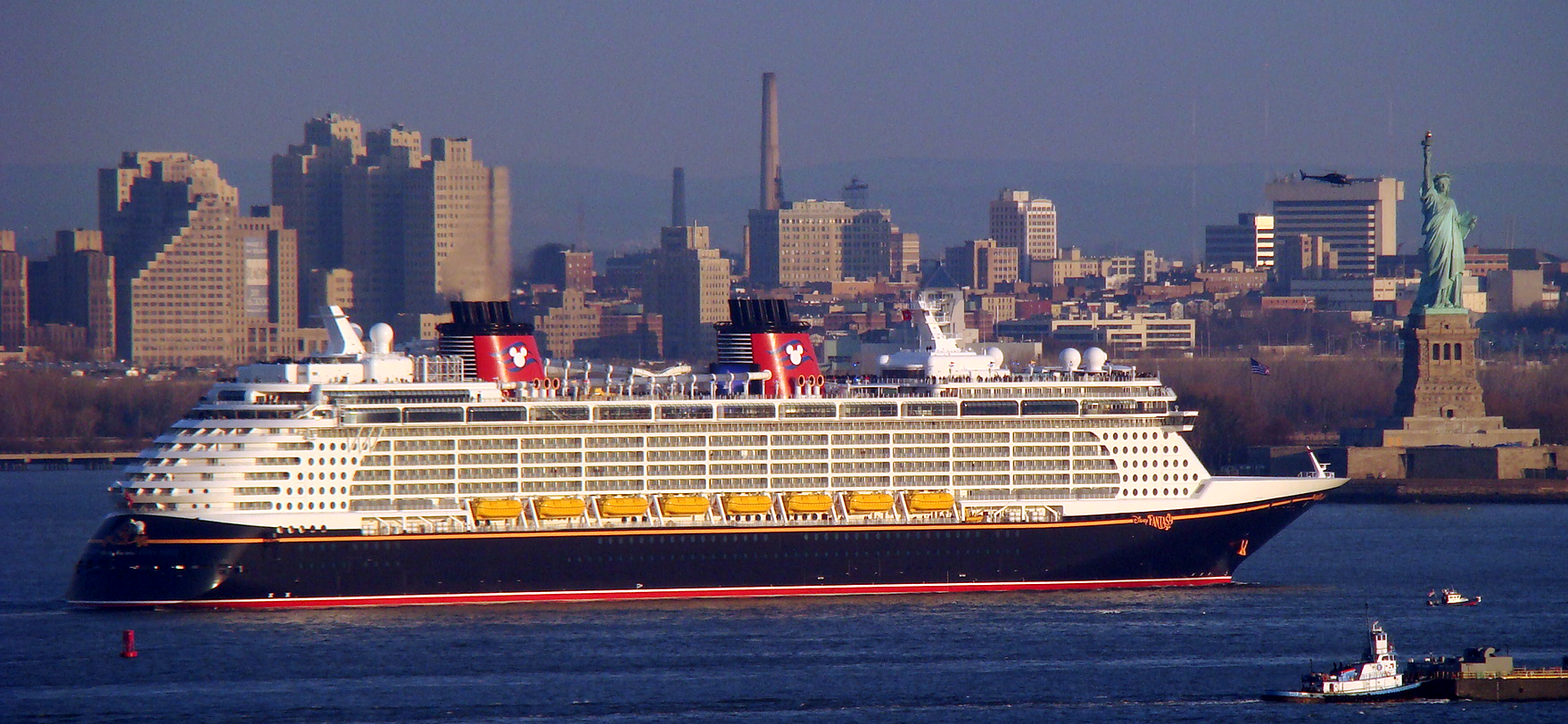
Disney Fantasy chegando em Nova Iorque, 2012

O Disney Fantasy, estruturalmente, é quase idêntico ao Disney Dream, com uma arqueação de 130.000 toneladas, um comprimento de 340 m (1.120 pés) e uma largura de 42 metros (138 pés). O Disney Fantasy tem 1.250 cabines.
Recursos adicionais, como serviços e comodidades a bordo, são em sua maioria semelhantes aos do Disney Dream. O Disney Fantasy incluiu o popular AquaDuck, sendo a primeira montanha-russa no mar e também acima da água. Acima de "Donald's Pool", uma piscina familiar a bordo, encontra-se a "Funnel Vision" - uma televisão com cerca de 10 m de comprimento e 18 pés do convés. As famílias podem se sentar na piscina ou na área do convés ao redor para assistir a filmes. O The Tube, La Piazza, O'Gills Pub e Ooh La La são todos novos para o Fantasy. Durante as horas da manhã e da tarde, eles acomodam atividades de entretenimento adulto e familiar e se tornam locais somente para adultos após as 21:00 horas. Os shows no Walt Disney Theater incluem o Disney's Believe, Disney Wishes e Disney's Aladdin: A Musical Spectacular. O Disney Fantasy também abriga cinco clubes de jovens: o berçário "It's A Small World", para idades entre seis meses e três anos; o Oceaneers Club e o Oceaneers Lab, de três a doze anos; o Edge, de 11 a 14 anos e o Vibe para as idades entre 14 e 17.
A base do Disney Fantasy fica no terminal da Disney Cruise Line no Porto Canaveral, Flórida. O navio embarcará em cruzeiros caribenhos orientais e ocidentais alternados, de sete noites, e visitará a ilha privada da Disney, Castaway Cay. Durante os meses de junho e julho de 2017, o Disney Fantasy realizou cruzeiros de 10 e 11 noites no sul do Caribe, desviando-se das rotações normais de cruzeiro de sete noites. O cruzeiro de 11 noites visitou Aruba, Barbados, Martinica, São Cristóvão, Tortola e Castaway Cay. O cruzeiro de dez noites visitou Aruba, Curação (a primeira visita da DCL), São Cristóvão, Tortola e Castaway Cay.
O Disney Fantasy pode tocar músicas de filmes e parques da Disney usando suas buzinas, especificamente: "When You Wish Upon a Star" (Pinóquio), "A Dream is a Wish Your Heart Makes" (Cinderela), "Be Our Guest" (A Bela e a Fera), "Yo Ho (A Pirate's Life for Me)" (Piratas do Caribe), "Hi-Diddle-Dee-Dee (An Actor's Life for Me)" (Pinóquio), "Do You Want to Build a Snowman?" (Frozen) e "It's a Small World" (Pequeno Mundo). Além destas cornetas musicais, durante o Star Wars Day At Sea o navio pode soar outras buzinas, incluindo: "Imperial March (Darth Vader's Theme)" e um segmento do "Star Wars Main Title Theme". No total, o Disney Fantasy pode tocar 11 buzinas.